# Vinux
Vinux — дистрибутив Linux, специально разработанный для слабовидящих пользователей. В частности, это дистрибутив на базе Ubuntu, который предоставляет пользователям две полноэкранные лупы, глобальные настройки размера шрифта и цвета. Дистрибутив также поддерживает Брайлевский дисплей по USB.
Vinux был первоначально разработан в 2008 году Тони Спрингсом, в Национальном Колледже для слепых в Херефорде, Соединённом Королевстве. Он был впервые внесён в список дистрибутивов DistroWatch 1 июня 2010 года.

## Возможности
Vinux позволяет слепым и слабовидящим пользователям компьютеров самостоятельно устанавливать версию Ubuntu. Он включает в себя Orca (экранная лупа и экранный диктор), Speakup (консольный экранный диктор), Compiz (лупа на основе 3D-технологии), и поддержку Брайлевского дисплея. Брайлевский дисплей автоматически работает при подключении, и поддерживает шрифты Брайля. Vinux может работать с Live CD или с Live USB без каких-либо изменений в текущей операционной системе. Он может быть установлен на USB, или жёсткий диск рядом с текущей операционной системой или в качестве единственной операционной системы.